# Domfront (Oise)
Domfront település Franciaországban, Oise megyében. Lakosainak száma 317 fő (2022. január 1.). Domfront Dompierre, Godenvillers, Le Ployron, Royaucourt és Rubescourt községekkel határos.

## Népesség
A település népességének változása:
| Lakosok száma | 332  | 307  | 309  | 311  | 315  | 318  | 318  | 318  | 317  |
|               | 2013 | 2015 | 2016 | 2017 | 2018 | 2019 | 2020 | 2021 | 2022 |